# Carles Aleñá i Castillo
Carles Aleñá i Castillo (Mataró, Maresme, 1 de gener de 1998) és un futbolista professional català que juga com a migcampista amb el Deportivo Alavés. És internacional amb la selecció catalana

## Carrera esportiva

### Futbol base del Barça
Aleñá va arribar al planter del FC Barcelona el 2005, amb 7 anys, després de superar la prova d'accés. Molt valorat pel club, va debutar amb el FC Barcelona B el 29 d'agost de 2015, entrant com a suplent als darrers minuts en substitució de David Babunski en un empat 0–0 a casa contra el CF Pobla de Mafumet, de Segona Divisió B.
El 24 de novembre de 2015, Aleñá va marcar un gol espectacular a la Lliga Juvenil de la UEFA 2015–16 contra l'AS Roma. Va marcar el seu primer gol com a sènior el 19 de desembre, en una derrota del Barça B 2–4 contra el CE Eldenc.

### Primer equip
Aleñá fou convocat per primer cop amb el primer equip del Barça el 10 de febrer de 2016, tot i que es va quedar sense debutar en un partit de la Copa del Rei de futbol 2015–16 que acabà en 1–1 contra el València CF a la tornada de les semi-finals. Va debutar amb el primer equip el 30 de novembre d'aquell any, jugant com a titular i marcant el gol de l'empat contra l'Hèrcules CF en la mateixa competició.
Aleñá va debutar a La Liga el 2 d'abril de 2017, entrant a la segona part en substitució d'Ivan Rakitić en una victòria per 4–1 a fora contra el Granada CF. El 28 de juny va signar un contracte professional per tres anys amb el Barça, incloent una clàusula de rescissió de 75 milions d'euros. El contracte, signat el setembre, preveia que si el migcampista, amb fitxa amb el Barça B, passés a formar part del primer equip, s'ampliaria dues temporades més i la seva clàusula de rescissió seria de 75 milions.
El juliol de 2018, fou nominat al premi Golden Boy. El 4 de desembre de 2018, Aleñá fou promocionat oficialment al primer equip, dos dies després que hagués marcat el seu primer gol a la lliga contra el Vila-real CF. Va ocupar la plaça del recentment lesionat de llarga durada Rafinha, i se li va assignar el dorsal 21.
El 28 de desembre de 2019, el FC Barcelona va anunciar que havia arribat a un acord amb el Reial Betis per a la cessió del futbolista fins a final de temporada. Segons aquest acord, que no incloïa cap opció de compra, el Betis es feia càrrec de la fitxa del jugador. Va jugar 19 partits amb els bètics, i va marcar en una victòria per 3–0 a casa contra el CA Osasuna el 8 de juliol. En acabar la cessió va retornar al Barça, després d'haver jugat amb el Betis 19 partits (1 gol).

### Cessió i traspàs al Getafe CF
El 6 de gener de 2021, el FC Barcelona va anunciar un acord amb el Getafe CF per a la cessió d'Aleñá fins a final de termporada. El 27 de febrer va marcar el seu primer gol pel Getafe després de sortir de la banqueta, en els darrers minuts de la victòria del seu equip per 3–0 contra el València CF.
El 10 de juliol de 2021, el Getafe va arribar a un acord amb el Barça pel traspàs d'Aleñá, que signà per cinc temporades. El Barça es va reservar el 50% d'una futura venda, i una opció de tempteig.

## Internacional

### Catalunya
Internacional amb la selecció catalana, el maig de 2022 Gerard López el va convocar per disputar el partit Catalunya – Jamaica a Montilivi, una victòria per 6-0 en què Aleñá fou titular.
El 29 de maig de 2024 va disputar amb la selecció catalana el partit contra el Panamà, que va acabar en un empat a 2, a l'Estadi de la Nova Creu Alta. Aleñá va marcar el segon gol de la selecció, per empatar el partit.
El 28 de maig de 2025 va disputar amb la selecció catalana el partit contra Costa Rica, en què va marcar un dels dos gols de la victòria per 2 a 0 a l'Estadi Johan Cruyff.

## Palmarès

### Club
FC Barcelona
- Supercopa d'Espanya (2): 2016,[29] 2018[30]
- Copa del Rei: 2016–17
- Lliga espanyola: 2018-19

## Vida personal
Des de 2014 manté una relació amb Ingrid Gaixas, una influenciadora catalana que aglutina més de 793.000 seguidors al seu compte d'Instagram.